# Buddy Buddy
Buddy Buddy ist eine US-amerikanische Komödie von Billy Wilder. Sein letzter Kinofilm basiert auf dem italienisch-französischen Film Die Filzlaus (L’Emmerdeur) aus dem Jahr 1973.

## Handlung
Trabucco, ein professioneller Killer, hat den Auftrag, den Gangster Rudy „Disco“ Gambola umzubringen, damit dieser nicht gegen die Mafia aussagen kann. Gegenüber dem Gericht in Riverside liegt das Hotel Ramona. Hier hat sich Trabucco ein Zimmer genommen, um aus dem Fenster heraus Gambola beim Betreten des Gerichtsgebäudes zu erschießen. Es soll sein letzter Auftrag sein. Anschließend will er sich mit dem verdienten Geld in der Karibik zur Ruhe setzen.
Doch nebenan hat sich der lebensmüde Victor Clooney einquartiert. Er will aus dem Leben scheiden, weil ihn seine Frau wegen des Leiters einer kalifornischen Sexklinik, Dr. Zuckerbrot, verlassen hat. In seiner Verzweiflung versucht Clooney sich in seinem Hotelzimmer aufzuhängen. Da er so die Aufmerksamkeit der Polizei auf das Hotel lenkt und Trabuccos Pläne vereiteln könnte, versucht dieser ihn daran zu hindern. Um ihn loszuwerden, fährt er schließlich mit ihm zu der Sexklinik. Eigentlich hatte er geplant die Nervensäge auf dem Weg dorthin umzubringen. Sie werden aber von der Polizei angehalten mit der Bitte, ein junges Pärchen, das gerade ein Kind erwartet, in die Klinik zu fahren. In der Hoffnung, seinen Peiniger nun los zu sein, fährt Trabucco ins Hotel zurück, um sich endlich seinem Auftrag zu widmen.
Als Clooney beim Besuch in der Klinik erkennt, dass seine Ehe nicht mehr zu retten ist, kehrt auch er schon bald wieder ins Hotel zurück. Dort stört er Trabucco erneut bei seinen Vorbereitungen für den Auftragsmord. Trabucco, der mittlerweile äußerst aggressiv auf den Quälgeist reagiert, stößt sich dann so hart den Kopf an, dass er kurzzeitig bewusstlos wird. So kommt es, dass Dr. Zuckerbrot, der gekommen ist, um Clooney eine starke Beruhigungsspritze zu geben, diesen versehentlich mit dem bewusstlosen Trabucco verwechselt.
Von dem Schlag und der Spritze völlig benommen, ist Trabucco nicht mehr in der Lage, seinen Auftrag zu erfüllen. Als Clooney klar wird, was Trabucco vorhat, ringt er sich dazu durch, die Tat für seinen neuen Freund auszuführen. Er schießt daneben und trifft stattdessen einen Polizisten. Schließlich stellt sich aber heraus, dass dies der als Polizist verkleidete Gangster Gambola war. Damit ist der Auftrag erfüllt.
Trabucco kann sich doch noch auf seine ersehnte Karibikinsel zurückziehen und ist froh, dass er nun den nervigen Clooney endlich los ist. Doch dann taucht plötzlich ein Schiffbrüchiger auf. Es ist Clooney, der ihn bis auf seine Trauminsel verfolgt. Trabucco erkundigt sich bei einem Eingeborenen, ob sie nie daran gedacht hätten, die alte Tradition der Menschenopfer wieder aufleben zu lassen.

## Synchronisation
Buddy Buddy wurde 1982 bei der Berliner  Synchron  unter der Regie von Dietmar  Behnke synchronisiert, das Dialogbuch schrieb Lutz Arenz.
| Rolle               | Darsteller     | Synchronsprecher      |
| ------------------- | -------------- | --------------------- |
| Victor Clooney      | Jack Lemmon    | Georg Thomalla        |
| Trabucco            | Walter Matthau | Wolfgang Völz         |
| Celia Clooney       | Paula Prentiss | Rita Engelmann        |
| Dr. Hugo Zuckerbrot | Klaus Kinski   | Friedrich G. Beckhaus |
| Capt. Hubris        | Dana Elcar     | Heinz Theo Branding   |
| Rezeptionistin      | Joan Shawlee   | Andrea Brix           |
| Eddie, Hotelboy     | Miles Chapin   | Ulrich Matthes        |
| Erster Leutnant     | Ed Begley Jr.  | Ortwin Speer          |

## Hintergrund
Wilder war später nicht zufrieden mit seinem Film. In Hellmuth Karaseks Buch Billy Wilder – eine Nahaufnahme erklärt er warum. Er habe zu spät erkannt, dass das Komikerduo Matthau und Lemmon für diese Geschichte nicht gegensätzlich genug sei. Statt des gemütlich knautschigen Matthau hätte er seiner Meinung nach einen knallharten Typen wie Clint Eastwood mit dem Habitus eines eiskalten Killers nehmen müssen, wie es im französischen Original Lino Ventura gewesen sei. Das wäre als Gegenpart zu dem weinerlichen, durchgeknallten Lemmon einfach komischer gewesen.
Über die Zusammenarbeit mit Klaus Kinski wollte sich Billy Wilder im Gespräch mit Karasek nicht äußern.
2008 wurde unter dem Titel Der Killer und die Nervensäge mit Richard Berry und Patrick Timsit ein weiteres französisches Remake der Filzlaus produziert, bei dem Autor Francis Veber selbst Regie führte.
Buddy Buddy war an den Kinokassen kein Erfolg. Er kostete ca. 10 Millionen Dollar und spielte etwas mehr als 7 Millionen Dollar wieder ein.
Der Film wurde bisher nicht offiziell auf DVD oder Blu-ray veröffentlicht, aber kurzzeitig unter anderem auf Amazon und Ebay als jeweils spanische und deutsche Bootleg-Version auf DVD vertrieben. Der Hersteller ist unbekannt und wird auf der Hülle nicht genannt. Die Bildqualität entspricht nicht einer regulären DVD, sondern ist eher mit einer VHS vergleichbar. Da eine offizielle Veröffentlichung des Films auch weiterhin nicht geplant ist, gilt diese Fassung trotz der schlechten Bildqualität inzwischen als begehrte Rarität.

### Drehorte

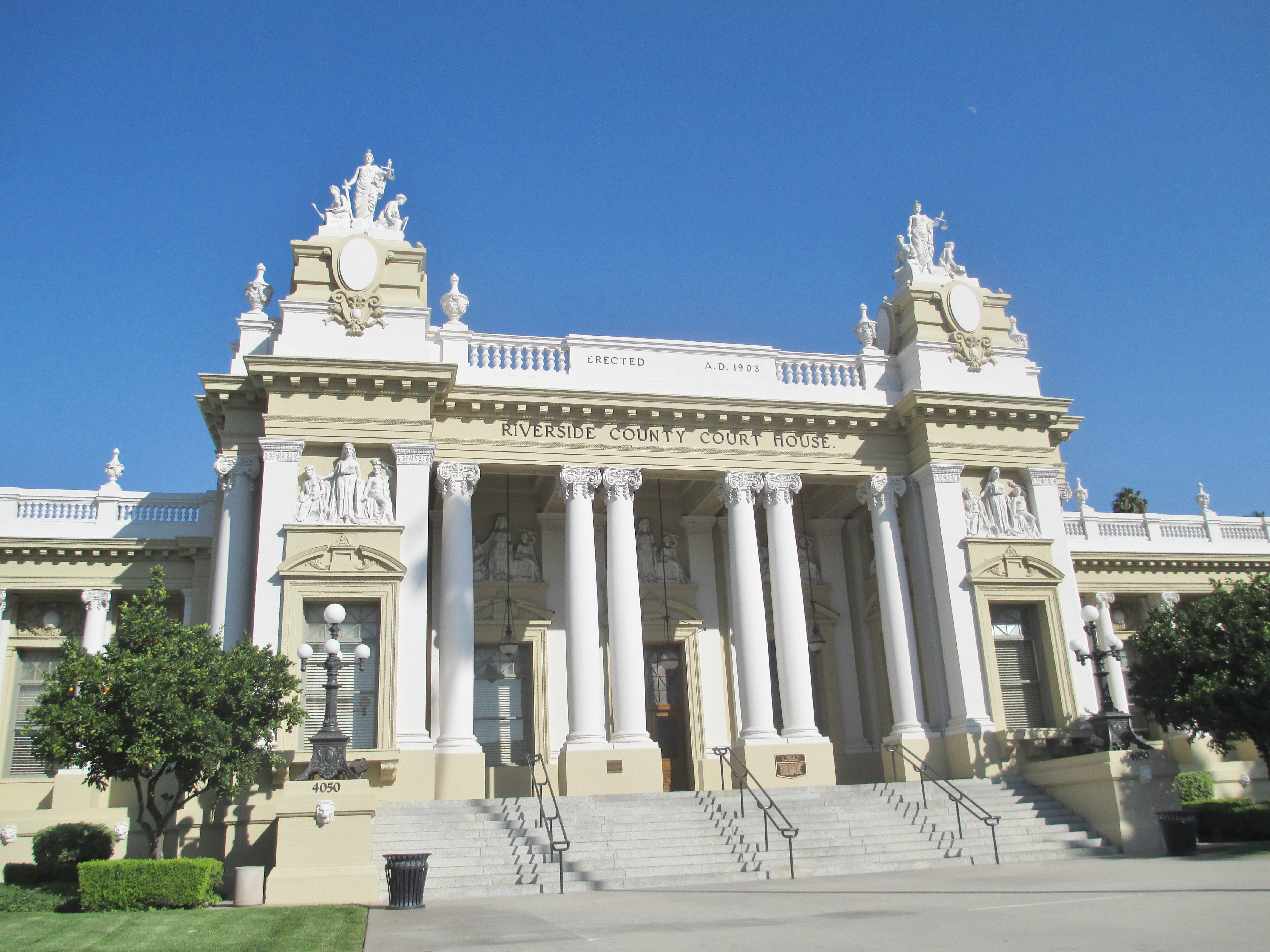
Das Gerichtsgebäude aus dem Film (Riverside County Courthouse)

Die Dreharbeiten begannen am 4. Februar 1981 in den MGM Studios in Culver City und endeten Anfang Mai 1981 auf Hawaii. Das Gerichtsgebäude, auf dessen Freitreppe das Attentat geschieht, befindet sich in 4050 Main Street in Riverside (Kalifornien). Das Hotel, in dem Trabucco und Clooney einchecken, liegt laut Filmhandlung direkt gegenüber. Dort hatte das Filmteam eine Kulisse errichtet. Aufnahmen des Hotelinneren entstanden auch im denkmalgeschützten Mission Inn. Weitere Drehorte waren Santa Monica, Hollywood, Agoura und Los Angeles.

## Kritiken
Roger Ebert bezeichnete den Film in der Chicago Sun-Times als „entsetzlich“ („appalling“) und wunderte sich, dass der „große“ Billy Wilder einen derart schlechten Film drehen konnte.
Vincent Canby, Kritiker der New York Times, lobte den Film. Er sei zwar nicht bedeutend, aber doch unwiderstehlich. Er könne zwar nicht mit Der Glückspilz konkurrieren, dem Film, der das Komikerpaar Walter Matthau und Jack Lemmon erstmals zusammengebracht habe, aber es sei doch eine der lockersten und frischesten Komödien, in der die beiden Akteure seit Jahren mitgewirkt hätten.
Das Lexikon des internationalen Films schrieb: „Trotz einiger formaler Schwächen eine hintergründige schwarze Komödie mit Attacken gegen die Rücksichtslosigkeit und hohle Moral der modernen Gesellschaft.“
Prisma Online meinte: „Für das eingespielte Komiker-Duo war die Geschichte wie maßgeschneidert. Billy Wilders Regie begnügt sich nicht damit, das Original neu zu bebildern. Der Altmeister der satirischen Komödie spickt sein Werk mit Seitenhieben gegen Polizei, Medien und allgemeine gesellschaftliche Absonderlichkeiten. Auch wer das sehenswerte Original schon kennt, wird hier genug neue Lacher entdecken. Etwas zweifelhaft erscheint dagegen der Einfall, Klaus Kinski mit sächsischem Dialekt zu synchronisieren.“ Vier von fünf möglichen Sternen.
Das Internetportal moviemaster.de resümierte: „Seinen letzten Film drehte Billy Wilder mit dem Paar, mit dem er seine größten Erfolge hatte: Jack Lemmon und Walter Matthau. Und obwohl alle drei schon etwas in die Jahre gekommen waren, strotzt Buddy Buddy vor Spielfreude. Das Drehbuch […] ist allerdings nicht Wilders stärkstes.“